# Il debole fra i due
Il debole fra i due è un brano musicale pubblicato nel 2001 come secondo singolo estratto dall'album Ognuno fa quello che gli pare? del cantautore romano Max Gazzè. Si tratta di un duetto con la cantautrice Paola Turci.

## Tracce
1. Il debole fra i due